# Chab
Chab es uno de los nombres artísticos con que se conoce al Disc jockey, productor y remezclador suizo François Chabloz.
Su estilo es muy variado dentro del House, desde el tech house al progressive house. Su máximo éxito como productor fue en el 2004 con “Closer to Me” con la participación de JD Davis, producción que no tardo tiempo en ser remixada en otras versiones por grandes disc jockey y productores de la talla de John Digweed y Satoshie Tomiie.
En el marzo del año 2005 saca su primer larga duración titulado “Dub, Edits & Whisky-Coke” con temas escritos y producidos por el mismo

## Lanzamientos (Álbumes y sencillos)
- Get My Love (12")
- Matica (12")
- Tunnelling / The Sinus (12")
- Jeux Sans Frontieres Volume 1 (12")
- Tunnelling (12")
- Tunnelling / (The) Sinus (12")
- Afrofunfunk (12")
- The Dub Sessions (2x12")
- Closer To Me (12")
- My Memory (12")
- Closer To Me (12")
- Closer To Me (CDr)
- Closer To Me (CDr, Single, Promo)
- Closer To Me (Alex Neri Remixes) (12")
- Closer To Me (John Digweed & Nick Muir Remixes) (12")
- Closer To Me (Original Mixes) (12")
- Closer To Me (Remixes) (12")
- Dub, Edits And Whisky-Coke (CD)
- Dub, Edits And Whisky-Coke (3xLP)
- You And Me (12")
- Lover (Satoshi Tomiie 3D Mixes) (12")
- Girlz (12")